# Tandaia
Tandaia es una editorial tradicional española, pionera en la realización de sondeos de mercado previos a la publicación de sus títulos mediante campañas de preventa . 
Con sede en la Ciudad de la Cultura de Galicia en Santiago de Compostela, comercializa sus títulos en España y América Latina. Cada año otorga el Premio de Novela Tandaia y el Premio de Novela Juvenil CEPA.